# Franck Dumoulin
Franck Dumoulin (* 13. květen 1973 Denain) je bývalý francouzský sportovní střelec.
Střelbě z pistole se věnoval od roku 1985 v klubu CT Somainois. V letech 1992 až 2012 startoval šestkrát v řadě na olympiádě. V roce 2000 získal v Sydney zlatou medaili ve střelbě ze vzduchové pistole na 10 m v olympijském rekordu 688,9 bodů. To byla také jeho jediná účast v olympijském finále.
Na mistrovství světa ve sportovní střelbě vyhrál v roce 1994 střelbu na 10 m a v roce 1998 střelbu na 50 m. Třikrát se stal mistrem Evropy – v roce 2006 v soutěži družstev, v roce 2007 ve standardní pistoli na 25 m a v roce 2011 ve vzduchové pistoli na 10 m.
Žije v Bordeaux a je důstojníkem francouzské policie. Je ženatý a má jedno dítě. Účastnil se televizní soutěže Klíče od pevnosti Boyard.